# گروه هولدور
گروه هولدور (انگلیسی: Groupe Holder) شرکت هلدینگ فرانسوی است، که در سال ۱۹۸۰ توسط فرانسیس هولدر تأسیس شد.